# 바다의 늑대들
《바다의 늑대들》(The Sea Wolves: The Last Charge Of The Calcutta Light Horse)은 영국에서 제작된 앤드루 V. 매클래글렌 감독의 1980년 액션, 전쟁 영화이다. 그레고리 펙 등이 주연으로 출연하였고 유언 로이드 등이 제작에 참여하였다.

## 출연

### 주연
- 그레고리 펙
- 로저 무어
- 데이빗 니븐
- 트레버 하워드

### 조연
- 바바라 켈러먼
- 패트릭 맥니
- 케네스 그리피스
- 패트릭 앨런
- 볼프 칼러

## 기타
- 미술: 시드 케인
- 의상: 엘사 페넬
- 배역: 로즈 토비어스 쇼